# Мауро Івальді
Мауро Ореккья Івальді (італ. Mauro Orecchia Ivaldi, Мілан, 1942–1984) — італійський кінорежисер і сценарист.

## Біографія
Закінчив політологію в Міланському католицькому університеті та паралельно навчався в «Національній кіношколі» (італ. Scuola Nazionale di Cinema).
Свою кар'єру в шоубізнесі розпочав як рекламний директор, працюючи з 1962 по 1967 рік у Мілані на «Дженерал Фільм» (італ. General Film) Маріо Фатторі.
У 1967 році одружився зі співачкою та акторкою Кармен Віллані.
У 1968—1973 роках працював як фрилансер на «Фотограмі» (італ. Fotogramma) Брунетто Дель «Гамма Фільм» (італ. Gamma Film) Роберто Ґавіолі, у Турині з Армандо Теста на Дельфа Фільм (згодом — «Арно Фільм») та у Лондоні на «Word Wide Pictures».
Він отримав три спеціальні згадки на Каннському міжнародному фестивалі рекламних фільмів за фільми для Lebole — Simca — Motta.
У 1973 році дебютував у повнометражному кіно з фільмом «Brigitte, Laura, Ursula, Monica, Raquel, Litz, Maria, Florinda, Barbara, Claudia e Sofia, le chiamo tutte „anima mia“», знятий компанією Alpherat spa за участю Ораціо Орландо, Памели Тіффін, Едмонди Альдіні, Маріо Адорфа, Кармен Віллані, Алессандро Габера. Фільм отримав премію «Тото» як найкраща комедія року. Потім він зняв низку інших фільмів, що увійшли до каталогу італійської комедії 1970-х років, таких як: L'amica di mia madre (1975), Ecco lingua d'argento (1976), Grazie tante arrivederci (1977), L'anello matrimoniale (1978). У 1980-х переїхав до Мадрида і зняв ще три фільми для іспанської кінокомпанії Sonora Films: Los lios de Estefania (1983), La casada divertida (1983) та Una spia enamorada (1983), які ніколи не виходили в італійський прокат.
Його досвід роботи в Лос-Анджелесі, де він знімав документальні фільми для Paramount Pictures, співпрацюючи з агенцією Вільяма Морріса, був перерваний передчасною смертю.